# Ryczywół (Kalinowo)
Ryczywół  (deutsch Marienhof) ist ein zur Gemeinde Kalinowo (Kallinowen, 1938 bis 1945 Dreimühlen) zählendes Dorf im nordöstlichen Masuren in der polnischen Woiwodschaft Ermland-Masuren, Powiat Ełcki (Kreis Lyck).

## Geographische Lage
Das Dorf befindet sich sechs Kilometer Luftlinie südlich der Ortschaft Kalinowo und ein Kilometer westlich von Borzymy (Borszymmen, 1936 bis 1938 Borschymmen, 1938 bis 1945 Borschimmen).

## Geschichte
Marienhof war bis 1945 ein Gut. Vorher „Abbau Schumann“ wurde es am 4. Mai 1860 gegründet und offiziell „Marienhof“ genannt. Im Jahre 1905 zählte der Gutsort 58 Einwohner
Nach Ende des Zweiten Weltkrieges 1945 fiel das zum Deutschen Reich (Ostpreußen) gehörende Gut Marienhof an Polen. Die ansässige deutsche Bevölkerung wurde, soweit sie nicht geflüchtet war, nach 1945 größtenteils vertrieben bzw. ausgesiedelt und durch Neubürger aus anderen Teilen Polens ersetzt.
Das Gut Marienhof wurde als Ortschaft wieder selbständig und in „Ryczywół“ umbenannt.
Von 1975 bis 1998 gehörte Ryczywół zur damaligen Woiwodschaft Suwałki, kam dann 1999 zur neu gebildeten Woiwodschaft Ermland-Masuren und ist heute ein Teil der Gmina Kalinowo.

## Kirche
Bis 1945 war Marienhof als Ortsteil der Gemeinde Romanowen resp. Heldenfelde in die evangelische Kirche Borszymmen in der Kirchenprovinz Ostpreußen der Kirche der Altpreußischen Union sowie in die römisch-katholische Kirche in Prawdzisken (1934 bis 1945 Reiffenrode, polnisch Prawdziska) im Bistum Ermland eingepfarrt.
Heute gehört Ryczywó katholischerseits zur Kirche der Pfarrei Borzymy im Bistum Ełk der Römisch-katholischen Kirche in Polen. Die evangelischen Einwohner halten sich zur Kirchengemeinde in der Stadt Ełk (Lyck), einer Filialgemeinde der Pfarrei Pisz (Johannisburg) in der Diözese Masuren der Evangelisch-Augsburgischen Kirche in Polen.